# René Monzat
René Monzat est un chercheur indépendant spécialiste de l'extrême-droite et un militant antifasciste. Il est connu pour l'ouvrage de référence Les Droites nationales et radicales en France écrit avec Jean-Yves Camus.
Militant trotskiste dans les années 1970, il a été un des animateurs du mouvement Ras l'front dans les années 90. Il collabore en outre à différentes revues proches de la gauche radicale.

## Biographie

### Jeunesse
Fils du cinéaste Éric Rohmer et neveu du philosophe René Schérer, il est diplômé de l'Institut d'études politiques de Paris (section Service public, promotion 1984).

### Politique
Militant trotskyste,, il fait partie des fondateurs du mouvement Ras l’Front, réseau associatif français d'extrême gauche,, créé en 1990 à la suite de « l'appel des 250 » (personnalités) dans le but de lutter contre le Front national et ses idées. Il en sera l’un des responsables.
Après les manifestations des 10 et 11 janvier 2015 en l'honneur des victimes de l'attentat contre Charlie Hebdo, il fait partie des cosignataires de la tribune signée par de nombreux militants et collectifs antiracistes « contre l’union sacrée, pour une union antiraciste et populaire » qui se prononce notamment « contre la logique du “nous sommes en guerre” et contre les interventions militaires à l’étranger, notamment au Proche-Orient et en Afrique » et contre « la poursuite de l’oppression du peuple palestinien ».
En 2016, il plaide pour la constitution d’un nouveau bloc social et politique entre la gauche radicale et l’antiracisme politique porté, entre autres organisations et collectifs, par le Parti des Indigènes de la République (PIR) et Houria Bouteldja. Pour éviter d'être entraînée dans « l’effondrement en cours de la social-démocratie en France et en Europe », il appelle la gauche à participer sérieusement aux luttes contre le racisme structurel et institutionnel.
Etant à la fois spécialiste de l'extrême droite et militant antifasciste, René Monzat est fréquemment consulté ou invité par des associations, des syndicats et des partis politiques de gauche. En octobre 2023, il intervient lors d'un colloque sur l'extrême-droite organisé par l'Institut La Boétie, lié à la France insoumise.

### Presse
René Monzat a notamment collaboré aux Cahiers Bernard Lazare et à la Revue M.
Il écrit aussi dans Le Monde, Marianne, la revue de géopolitique Limes, Art Press, la revue Golias, dans le magazine Pour la Palestine et dans Transform!, la revue d'Espaces Marx, espace de réflexion du Parti communiste français. Ses écrits portent souvent sur l’extrême droite, et plus particulièrement le Front national. Il publie en 1992 un ouvrage rassemblant ses investigations, Enquêtes sur la droite extrême, aux éditions du Monde.
Dix ans plus tard, en 2002, il fait paraître une enquête consacrée à Alexandre Del Valle, jugeant ce dernier proche de cercles d’extrême droite. Del Valle porte plainte pour diffamation, mais un arrêt de la 11e chambre de la Cour d’appel de Paris relaxe René Monzat en 2005, reconnaissant la matérialité des faits évoqués par Monzat.
En 2011, il est identifié à tort par le site d'extrême droite Novopress comme étant le rédacteur de la revue antifasciste Reflexes. Sa photo est alors publiée, de même que celle de son appartement, ainsi que son adresse.
Dans les années 2010-2020, il est un contributeur régulier de Contretemps, revue de gauche radicale créée par Daniel Bensaïd.

## Travaux
René Monzat cartographie l'extrême-droite et publie ses travaux à ce sujet depuis le début des années 1990. Il est notamment connu pour l'ouvrage de référence Les Droites nationales et radicales en France écrit avec Jean-Yves Camus. Dans ce livre comme dans ses écrits ultérieurs, René Monzat accorde une importance particulière à l'analyse des différentes cultures politiques de l'extrême-droite, et s'attache à retracer les continuités et les évolutions dans le discours du Front National/Rassemblement National,.
René Monzat est fréquemment invité par des associations, des organisations syndicales et politiques de gauche pour présenter ses réflexions,,.

## Oppositions
Les interventions de René Monzat dans le débat public ont suscité des controverses.
- Dans son ouvrage Enquêtes sur la droite extrême (1992), il décrit plusieurs des principaux courants ou logiques politiques structurant l'extrême-droite, et certaines intersections avec des intérêts d'État. Il évoque des tentatives d'établir des liens entre des militants d’extrême-droite et d’extrême-gauche, suscitant la critique de Guy Dardel, pour qui ce livre « contient une dimension cryptologique de l’Histoire », et qui affirme que René Monzat y « construit une fiction ». Il conclut qu’avec ce livre, Ras l’Front et l’auteur « apportèrent un soutien idéologique de poids à la gauche de pouvoir. Cette manipulation des esprits avait foncièrement pour but de dissimuler la réalité de la stratégie de François Mitterrand »[21]. De son côté Sylvain Crépon souligne pour sa part que « la Nouvelle Droite paraît avoir tenu compte des articles qu’il lui a consacrés. »[22]
- En 2003, le politologue et historien des idées Pierre-André Taguieff qualifie René Monzat de « délateur professionnel » ; il estime en outre que Monzat se prévaut abusivement des titres de « chercheur » et de « spécialiste de l’extrême droite »[23].

- En 2004, René Monzat publie un article dans Ras l’Front, affirmant qu’une frange de la communauté juive serait liée à l’extrême-droite. Cet article est critiqué par la revue de gauche ReSPUBLICA selon laquelle : « À force de lutter contre le Front national, ce garçon finit, comme le parti de Le Pen, par voir des complots partout, et particulièrement au niveau de la communauté juive, chez qui il voit une prise en mains de la droite extrême. »[24]. René Monzat précise lors d’un colloque du MRAP en 2006 : « De même qu'il faut savoir isoler le FN de la droite politique, il faudra arriver à isoler les fascistes et racistes sionistes des organisations juives officielles, il faut aider les organisations musulmanes principales à renforcer la marginalisation des courants autoritaires et antisémites se réclamant de l'Islam, il faut traiter les groupuscules noirs racistes comme ce qu'ils sont : des racistes anti-blancs et antisémites. Ils ne font pas partie du champ politique « légitime » »[25].

- L'essayiste et militant identitaire Alexandre Del Valle avance que René Monzat et la Revue Ras l'Front seraient appréciés en milieu islamiste pour leur antisionisme militant[2]. Selon lui, René Monzat « tente de fasciser la communauté juive » dans des revues pro-palestiniennes comme Pour la Palestine. Toujours selon Del Valle, dont Monzat évoque les liens avec l'extrême-droite, ses travaux se rapprocheraient davantage de ceux « d'indicateurs de police imprécis [que] des chercheurs universitaires »[2]. Del Valle est cependant débouté de sa plainte pour diffamation contre René Monzat, le tribunal reconnaissant la matérialité des faits évoqués par Monzat[11].

## Publications
- avec Jean-Yves Camus, Les droites nationales et radicales en France, Lyon, Presses universitaires de Lyon, 1992.  (ISBN 2-7297-0416-7)
- Enquêtes sur la droite extrême, Paris, Le Monde Éditions, « Actualité », 1992.  (ISBN 2-87899-040-4)
- Les voleurs d'avenir : pourquoi l’extrême droite peut avoir de beaux jours devant elle, Paris, Textuel, « La discorde », 2004.  (ISBN 2-84597-103-6)

### Collaboration à des ouvrages collectifs
- Racisme, extrême droite et antisémitisme en Europe (rapport annuel du CRIDA 1995), France » p. 59-63.
- La résistible ascension du FN, petit manuel à l'usage de ceux qui résistent au fascisme ordinaire, (collectif Ras l'front) éditions Syllepse, 1996.
- Les extrémismes de l’Atlantique à l'Oural (sous la direction de Jean-Yves Camus), Centre européen de recherche et d'action sur le racisme et l'antisémitisme (CERA) et éditions de l’Aube 1996, article « France », p. 123-139.
- Racisme, extrême droite et antisémitisme en Europe (rapport annuel du CRIDA 1996), « France » p. 34-43.
- Extrémismes en Europe, (sous la direction de Jean-Yves Camus), Centre européen de recherche et d'action sur le racisme et l'antisémitisme (CERA) et éditions de l’Aube, 1997, article « France » avec Jean-Yves Camus, p. 173-189.
- Racisme, extrême droite et antisémitisme en Europe (rapport annuel du CRIDA 1997), « France » p. 61-72
- Les Extrémismes en Europe, état des lieux 1998, éditions de l’Aube 1998. « France » avec Jean-Yves Camus, p. 176-195. « Nouvelle droite : le temps des remous » p. 239-250.
- L'exclusion, malaise dans la civilisation, Centre de recherches interdisciplinaire sur la socialité et l'exclusion (CRISE), Éditions L'Harmattan, 1998, 470 pages, art. « La théorie du complot et ses mises à jour au sein de l'extrême droite française» p. 345-353.
- Culture et antifascisme, éditions Le temps des cerises 1998.
- Fascismes d’hier et aujourd’hui, éditions de l’atelier. 1998, actes des débats du salon du livre de Gardanne.
- Encyclopaedia Universalis : Universalia 1999, la Couleur et le sang, doctrines racistes à la française p. 354.
- Encyclopaedia Universalis : Universalia 2000, L’extrême droite française depuis 1945 p. 92-98.
- avec Anne Tristan (dir.), Petit manuel de combat contre le Front national, (collectif Ras l'front), Paris, Flammarion, 2004.  (ISBN 2-08-068602-X)
- Extrême droite et national populisme en Europe de l'Ouest, sous la direction de Pierre Blaise et Patrick Moreau, Centre de Recherche et d'Information Socio-Politique (CRISP), Bruxelles, 2004, 584 p.  (ISBN 2-87075090-0)
- Le retour des populismes (sous la direction de Bertrand Badie et Dominique Vidal), Paris, La Découverte, 2018. p.256  (ISBN 2348037432)